# گلوگاه (بابل)
گلوگاه (به مازندرانی: گـَلیا) یکی از شهرهای استان مازندران ایران است. این شهر مرکز بخش بندپی شرقی در شهرستان بابل است. مردم گلوگاه از قومیت طبری هستند و به زبان مازندرانی گویش می‌کنند. جمعیت شهر گلوگاه در سال ۱۳۹۵، برابر با ۶۹۰۸ نفر بوده‌است .در سال ۱۴۰۳ جمعیت این شهر بیش از ۱۰۰۰۰ نفر بوده است.

## جمعیت
بر اساس سرشماری سال ۱۳۹۵ جمعیت این شهر برابر با ۶،۹۰۸ نفر جمعیت بوده است. مردم گلوگاه به زبان مازندرانی و با گویش بندپی سخن می‌گویند.

## تاریخچه

### پیشینه
این شهر کوهپایه‌ای در جنوب شهرستان بابل قرار دارد. و از سه جهت به کوهپایه‌های سرسبز البرزمحدود می گردد و تنها از قسمت شمالی به زمین‌های هموار و جلگه و دشت راه پیدا می‌کند . رودخانه سجرو (سجادرود) از کناره شرقی آن می‌گذرد این شهر همانند گلوگاهی بوده که پل واسط میان دشت و کوه است و با عبور از این شهر وارد مناطق جنگلی و ییلاقی بخش بندپی شرقی می شویم که دارای ییلاق‌های زیاد با آب و هوا و پوشش گیاهی و منابع طبیعی متفاوت بوده و به ییلاق‌های مناطق هراز آمل مازندران و ییلاق‌های مناطق سواد کوه مازندران مرتبط است.گلوگاه از طرف جنوب به روستاهای جنگلی دهستان فیروزجاه ، از طرف شمال به شهر بابل ، از طرف غرب به بخش بندپی غربی و از طرف شرق به دهستان درازکلا ختم می‌شود و از این رو به این شهر ، گلوگاه نام نهاده‌اند . نام این شهر در زبان طبری گَلیا می باشد و مردم آن به زبان طبری صحبت می‌کنند و مذهب آنان تشیع(دوازده امامی) است.
تبدیل گلوگاه به یکی از شهرهای تابعه شهرستان بابل بیشتر براساس رشد جمعیت ونوعی تقسیم بندی و تعریف سیاسی صورت پذیرفته است، زیرا این شهر فاقد امکانات شهری به مفهوم روز بوده و سازوکارهای شهری و فرهنگ عمومی آن بیشتر در چارچوب روستایی پیشرفته قابل تبیین است.

### دوران باستان

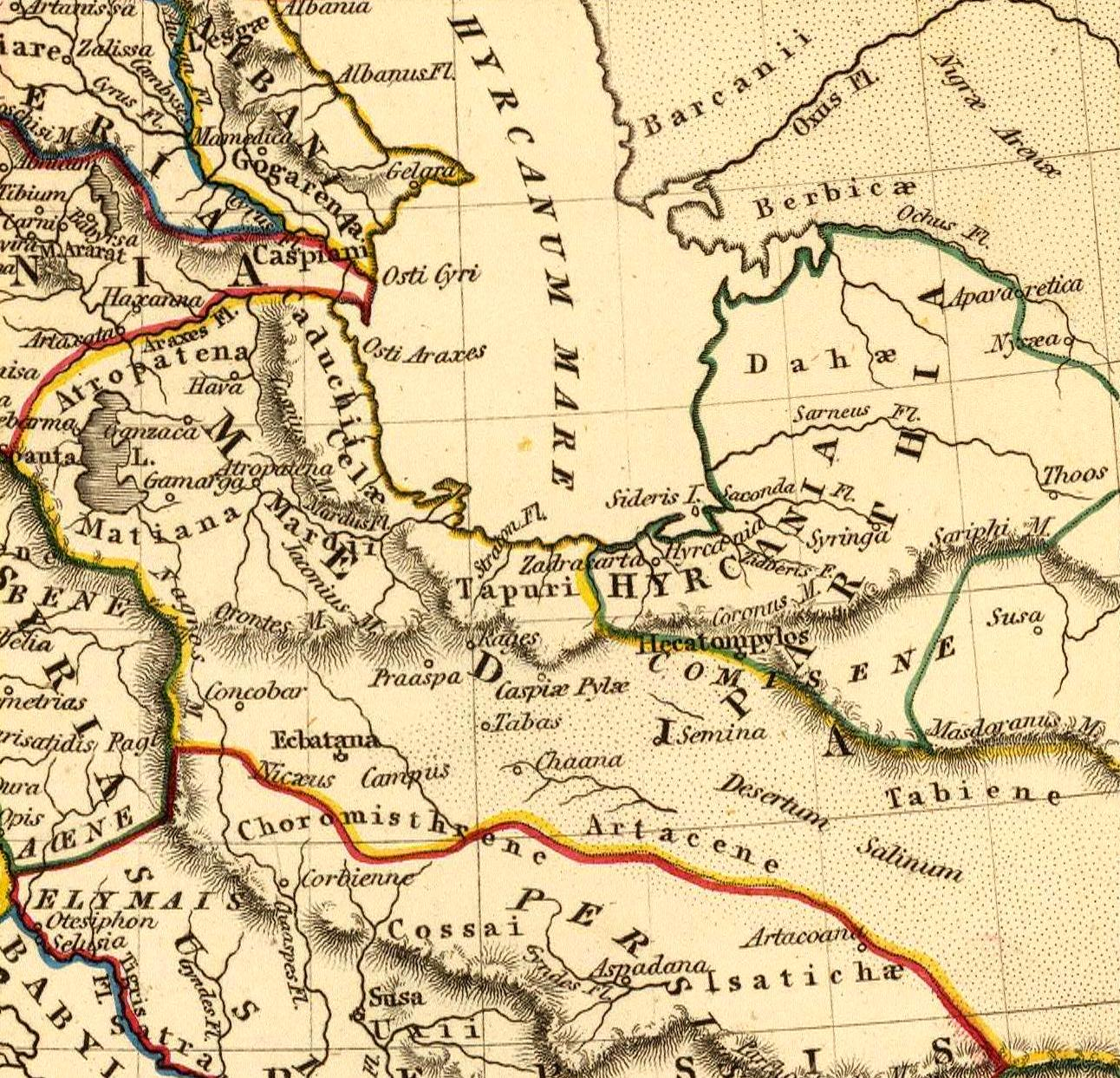
موقعیت تپورها در قرن دوم قبل از میلاد، از شرق سپیدرود تا اسرم هیرکانیا

استان مازندران پیش از اسلام تپورستان (به پهلوی: ) نامیده می‌شد که برگرفته از نام قوم تپوری (به یونانی: Τάπυροι) می‌باشد که پس از اسلام قوم طبری نام گرفتند و سرزمینشان طبرستان نامیده شد.
به اعتقاد مورخان آماردها نخستین سکنه باستانی مازندران بودند و آماردها از آمل تا تنکابن و تپورها از آمل تا گرگان سکونت داشتند. در عصر هخامنشی در کرانه جنوبی دریای مازندران اقوام، تپوری، آمارد، آناریاکه و کادوسی سکونت داشتند. مورخان آماردها را به مردمان داهه و سکایی و پارسی پیوند داده‌اند.
هرودوت از قبیله مارد (mardes) در کنار دائی‌ها (daens)، دروپیک‌ها (dropiques)، و ساگارتی‌ها (sagarties) به عنوان پارس‌های کوچنشین و صحراگرد یاد کرده‌است. پلینیوس مورخ یونانی محل آماردها را قسمت شرقی مارگانیا شناسایی کرده‌است. استرابون(۶۳ ق. م) قوم آمارد را در کنار اقوام تپوری، کادوسی و کرتی به عنوان اقوام کوهستان نشین شمال کشور یاد می‌کند. استرابو می‌نویسد: تمام مناطق این کشور به استثنای بخشی به سمت شمال که کوهستانی و ناهموار و سرد است و محل زندگی کوهنشینانی به نام کادوسی (Cadusii) و آماردی (Amardi) و تپوری (Tapyri) و کرتی (Cyrtii) و سایر مردمان دیگراست، حاصلخیز است.
به گفته واسیلی بارتلد تپوری‌ها در قسمت جنوب شرقی ولایت سکونت داشتند و در قید اطاعت هخامنشیان درآمده بودند و آماردها مغلوب اسکندر مقدونی و بعد مغلوب اشکانیان شدند و اشکانیان در قرن دوم ق. م. آنها را در حوالی ری سکونت دادند و اراضی سابق آماردها به تپوری‌ها اهدا شد و بطلمیوس در شرح دیلم یعنی قسمت شرقی گیلان در ساحل بحر خزر در آن زمان از تپوری‌ها نام می‌برد.به گفته یحیی ذکا در «کاروند کسروی» آورده‌است: آماردان یا ماردان، در زمان لشکر کشی اسکندر مقدونی به ایران، این تیره در مازندران نشیمن می‌داشتند و آن هنگام هنوز قبایل تپوران به آنجا نیامده بودند. به گفته مجتبی مینوی قوم آمارد و قوم تپوری در سرزمین مازندران می‌زیستند و تپوری‌ها در ناحیه کوهستانی مازندران و آماردها در ناحیه جلگه‌ای مازندران سکونت داشتند. در سال ۱۷۶ ق. م فرهاد اول اشکانی قوم آمارد را به ناحیه خوار کوچاند و تپوری‌ها تمام ناحیه مازندران را فرو گرفتند و تمام ولایت به اسم ایشان تپورستان نامیده شد.